# Xalmolapa
Xalmolapa är en ort i Mexiko.   Den ligger i kommunen Cualác och delstaten Guerrero, i den sydöstra delen av landet, 190 km söder om huvudstaden Mexico City. Xalmolapa ligger 1 504 meter över havet och antalet invånare är 139.
Terrängen runt Xalmolapa är huvudsakligen kuperad, men åt nordost är den bergig. Runt Xalmolapa är det ganska tätbefolkat, med 108 invånare per kvadratkilometer. Närmaste större samhälle är Huamuxtitlán, 10,0 km nordost om Xalmolapa. I omgivningarna runt Xalmolapa växer huvudsakligen savannskog.